# Ctenolimnophila
Ctenolimnophila es un género de dípteros nematóceros perteneciente a la familia Limoniidae.

## Especies
- Contiene las siguientes especies:
- Subgenus Abitagua Alexander, 1944
  - C. longifusa Alexander, 1944
- Subgenus Campbellomyia Alexander, 1925
  - C. alpina (Alexander, 1922)
  - C. brevitarsis (Alexander, 1926)
  - C. harrisiana (Alexander, 1924)
  - C. madagascariensis Alexander, 1960
  - C. neolimnophiloides Alexander, 1942
  - C. paulistae Alexander, 1943
  - C. severa Alexander, 1943
  - C. venustipennis (Alexander, 1925)
- Subgenus Ctenolimnophila Alexander, 1921
  - C. bivena Alexander, 1921
  - C. decisa (Alexander, 1914)
  - C. fuscoanalis Alexander, 1946